# Jełowa
Jełowa (dodatkowa nazwa w niem. Jellowa, przed 1945 Ilnau) – wieś w Polsce, położona w województwie opolskim, w powiecie opolskim, w gminie Łubniany.

## Nazwa
W kronikach po raz pierwszy w 1344 r. można spotkać nazwę Gilowa. Najprawdopodobniejsze  wydaje się pochodzenie tej nazwy od słowa jodła, ponieważ rozciągały się tam wielkie lasy jodłowe. Inne źródła wyjaśniają, że nazwa pochodzi od jolowka (jałówka), co oznacza cielęta i wskazuje, że kwitła tu hodowla bydła. Ostatnia hipoteza zakłada, że nazwa pochodzi od rodzaju gleby „ił” i od słowa iłowa. Nazwy te pokazują wiele informacji o wyglądzie i ukształtowaniu powierzchni danej miejscowości. 
| SIMC    | Nazwa     | Rodzaj     |
| ------- | --------- | ---------- |
| 0499063 | Borek     | część wsi  |
| 0499070 | Dębina    | część wsi  |
| 0499092 | Jeżów-Ług | przysiółek |
| 0499086 | Młynek    | część wsi  |

## Historia
Z przekazów pisemnych i ustnych wiadomo, że miejscowość kiedyś otaczał pierścieniem las, jak gdyby była odcięta od świata. Z biegiem stuleci wolna przestrzeń rozszerzała się coraz bardziej, poprzez wyręby lasu i osady. Około 1305 r. wymienia się już Jełową w niemieckim prawnym dokumencie, a przed 1399 r. posiada już lenno kościelne i sąd wiejski.
Najstarsza osada sięgająca prawdopodobnie czasów daleko przed narodzeniem Chrystusa miała powstać na piaszczystym wzgórzu zwanym Muhlberg (na Młyńskiej Górze – dzisiaj tzw. Borek). W połowie XIX wieku odkryto stare cmentarzysko. Znalezione urny i ich zawartość wskazują, że ludzie  mieszkali już tu w odległych czasach.
W końcu 1852 r. Jełowa uzyskała szosę. Jełowa otrzymała połączenie kolejowe 1 października 1889 r.; uruchomiono wtedy trasę Opole–Jełowa–Namysłów, parę lat później poprowadzono połączenie kolejowe Opole–Kluczbork.
W latach 1775–1770 nauczycielem i organistą był Kleemann. Wówczas nauczyciel uczył wszystkich przedmiotów szkolnych i był organistą w kościele.  W latach 1817–1847 organistą i nauczycielem był Franciszek Haase z Krapkowic. Za jego czasów została wybudowana stara szkoła. W 1830 r. jej część musiała zostać przebudowana, a w 1903 r. zastąpiono ją całkowicie nowym budynkiem. Budowa ta pośrednio była zasługą proboszcza Siegesmunda. Podobnie Kobylno zawdzięcza mu nową szkołę z 1904 r., dawniej dzieci z Kobylna uczęszczały do szkoły w Jełowej.
W dniach 9-11 września 1939 do Jełowej przybył Adolf Hitler w pociągu pancernym Amerika. 12 września nazistowskie władze Niemiec na czele z Hitlerem przeprowadziły tutaj konferencję na temat przyszłych losów Polski (Konferencja w Jełowej). Omówiono  projekt zniszczenia polskiej państwowości oraz ziemiaństwa, inteligencji, duchowieństwa i innych elementów mogących w przyszłości być bazą dla polskiego ruch oporu. Kilka dni później plan został rozszerzony i gen. Franz Halder został poinformowany, że służbie bezpieczeństwa powierzono zadanie oczyszczania z żydostwa, inteligencji, kleru i ziemiaństwa.
W Jełowej powstały nowe osiedla mieszkaniowe. W latach 70. przy ulicy Nadleśnej i Dworcowej, w latach 80. zasiedlono bloki mieszkalne przy ulicy Polnej. Liczba mieszkańców wynosi 2050 osób.
Jełowa została laureatką konkursu „Piękna Wieś Opolska 2007”.
W latach 1954–1972 wieś należała i była siedzibą władz gromady Jełowa.

## Zabytki
Do wojewódzkiego rejestru zabytków wpisany jest:
- kościół par. pw. św. Bartłomieja, z 1751 r., 1842 r., wypisany z księgi rejestru.

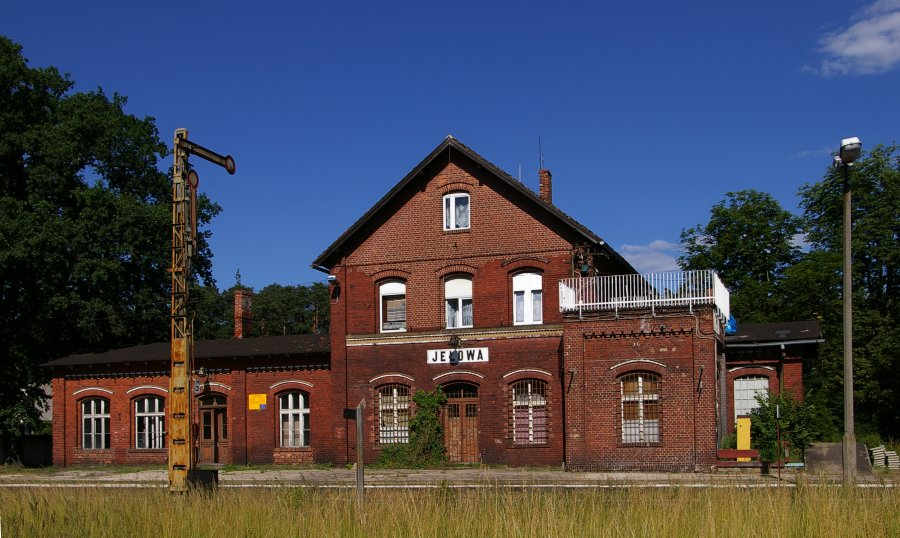
Stacja kolejowa w Jełowej

### Stacja kolejowa
Stacja kolejowa w Jełowej była kiedyś stacją węzłową, przejeżdżały tędy pociągi w kierunku Opola i Namysłowa (linia oddana do użytku 1 sierpnia 1889), oraz do Kluczborka. Obecnie zatrzymują się tutaj autobusy szynowe relacji Opole–Kluczbork. 

## Sport
W miejscowości działa klub piłkarski Start Jełowa.

## Wspólnoty wyznaniowe
- Kościół rzymskokatolicki:
  - parafia św. Bartłomieja Apostoła
- Świadkowie Jehowy
  - zbór[11].